# Midnight Rain
"Midnight Rain" é uma canção da cantora e compositora norte-americana Taylor Swift, gravada para seu décimo álbum de estúdio Midnights (2022). Composta por Swift com o auxílio de Jack Antonoff, com produção assinada por ambos, "Midnight Rain" é uma a canção possui uma produção lento derivada do gênero do electropop com elementos do R&B alternativo. A faixa é conduzida por um sintetizador moog distorcido e apresenta os vocais alterados de Swift em algumas partes. Na letra, a narradora contempla um amor perdido e como escolheu a carreira e a fama ao invés de viver uma vida caseira com um ex-namorado.
"Midnight Rain" recebeu críticas positivas da mídia especializada, que acharam a faixa cativante e elogiaram o gancho vocalmente manipulado e a produção diferenciada. Alguns outros acharam a produção vocal desanimadora. "Midnight Rain" alcançou a posição cinco na Billboard Hot 100 e Billboard Global 200. Também ficou entre as paradas em países como Austrália, Canadá, Índia, Malásia, Filipinas, Portugal, Cingapura e Vietnã. A música recebeu certificações da Austrália, Canadá e Reino Unido. Swift incluiu "Midnight Rain" no repertório oficial de sua sexta turnê The Eras Tour.

## Antecedentes
Swift lançou seu décimo álbum de estúdio, Midnights, em 21 de outubro de 2022, que obteve grande sucesso comercial e crítico. Tornou-se o maior álbum do ano em apenas alguns dias. No ano seguinte ela lançou dois álbuns regravados, Speak Now (Taylor's Version) e 1989 (Taylor's Version), como parte de seu projeto de regravações. Swift anunciou o álbum durante seu discurso após vencer a categoria Vídeo do Ano no MTV Video Music Awards de 2022 com o curta-metragem All Too Well: The Short Film. Jack Antonoff, músico e produtor musical que trabalha com Swift desde 1989 (2014), foi revelado como um dos produtores do álbum.

## Estrutura musical e conteúdo lírico
"Midnight Rain" é uma faixa derivada do gênero electropop com uma produção com influências do R&B alternativo e do electro-hip-hop. Impulsionada por um sintetizador moog distorcido, a faixa incorpora baixo influenciado pelo dubstep e batidas indie pop orientadas pelo house e trap. Começa apresentando os vocais de Swift reduzidos e manipulados pelo auto-tune, e então faz a transição de volta para a voz normal de Swift. Ellen Johnson, do Paste, comentou que os vocais manipulados fazem a música "virar para o território indietrônico". De acordo com Jason Lipshutz, da Billboard, as mudanças vocais atuam como um chamado e uma resposta entre o narrador e o sujeito da canção. Mikael Wood, do Los Angeles Times, descreveu a canção como "lenta [e] tonta". Alguns críticos compararam a produção da faixa, especificamente a manipulação vocal, ao trabalho de Antonoff no álbum Melodrama (2017), da cantora e compositora neozelandesa Lorde.

## Recepção crítica
Nas resenhas de Midnights, alguns críticos escolheram "Midnight Rain" como um dos destaques do álbum. Elise Ryan, do Associated Press, achou que era uma forte vitrine das habilidades líricas de Swift para exibir "sua habilidade incomparável de fazer qualquer emoção parecer universal", e selecionou a faixa como uma das mais sonoramente interessantes do álbum. Craig Jenkins, do Vulture, escolheu "Midnight Rain" como uma das faixas que indica as habilidades de Swift em criar um álbum com elementos do R&B, "uma redefinição de gênero educada que constantemente ameaça seguir uma nova direção atraente". Bobby Olivier, da Spin, considerou a manipulação vocal "bem executada, [...] conseguindo uma combustão atipicamente comovente". Spencer Kornhaber, do The Atlantic, também elogiou a produção vocal e descobriu que os "ruídos de gotejamento e panorâmica evocam uma sensação de tempo suspenso". Lipshutz classificou-o em quinto lugar em uma classificação de todas as treze faixas do Midnights; "aquele refrão tonto é sólido como uma rocha [...], e quando Swift finalmente adota o refrão em sua própria voz, as palavras são transmitidas com clareza justa e maior poder".
Alguns críticos não ficaram totalmente impressionados com a produção. Jon Caramanica, do The New York Times, opinou que a produção lembra os trabalhos de outros artistas como o cantor canadesne The Weeknd. Paul Attard, da Slant Magazine, opinou que a composição de Antonoff foi um tanto redundante. Mary Siroky, da Consequence, disse que a manipulação vocal domina a música e escolheu "Midnight Rain" como um dos erros do álbum. Mark Richardson, do The Wall Street Journal, considerou "Midnight Rain" uma canção sólida que exibia um alto nível de composição, mas comentou que era "normal" e "[não abriu] novos caminhos para [Swift]".

## Créditos
Os créditos são adaptados do encarte de Midnights . 
- Taylor Swift – vocais, compositor, produtor
- Jack Antonoff – compositor, produtor, sintetizadores modulares, Juno 6, Moog, Prophet 5, bateria, programação, percussão, gravação
- Laura Sisk – gravação
- Megan Searl – engenheira assistente
- Jon Sher – engenheiro assistente
- John Rooney – engenheiro assistente
- Randy Merrill  – engenheiro de masterização
- Serban Ghenea  – engenheiro de mixagem
- Bryce Bordone – engenheiro assistente de mixagem